# Luis Ramírez Lucena

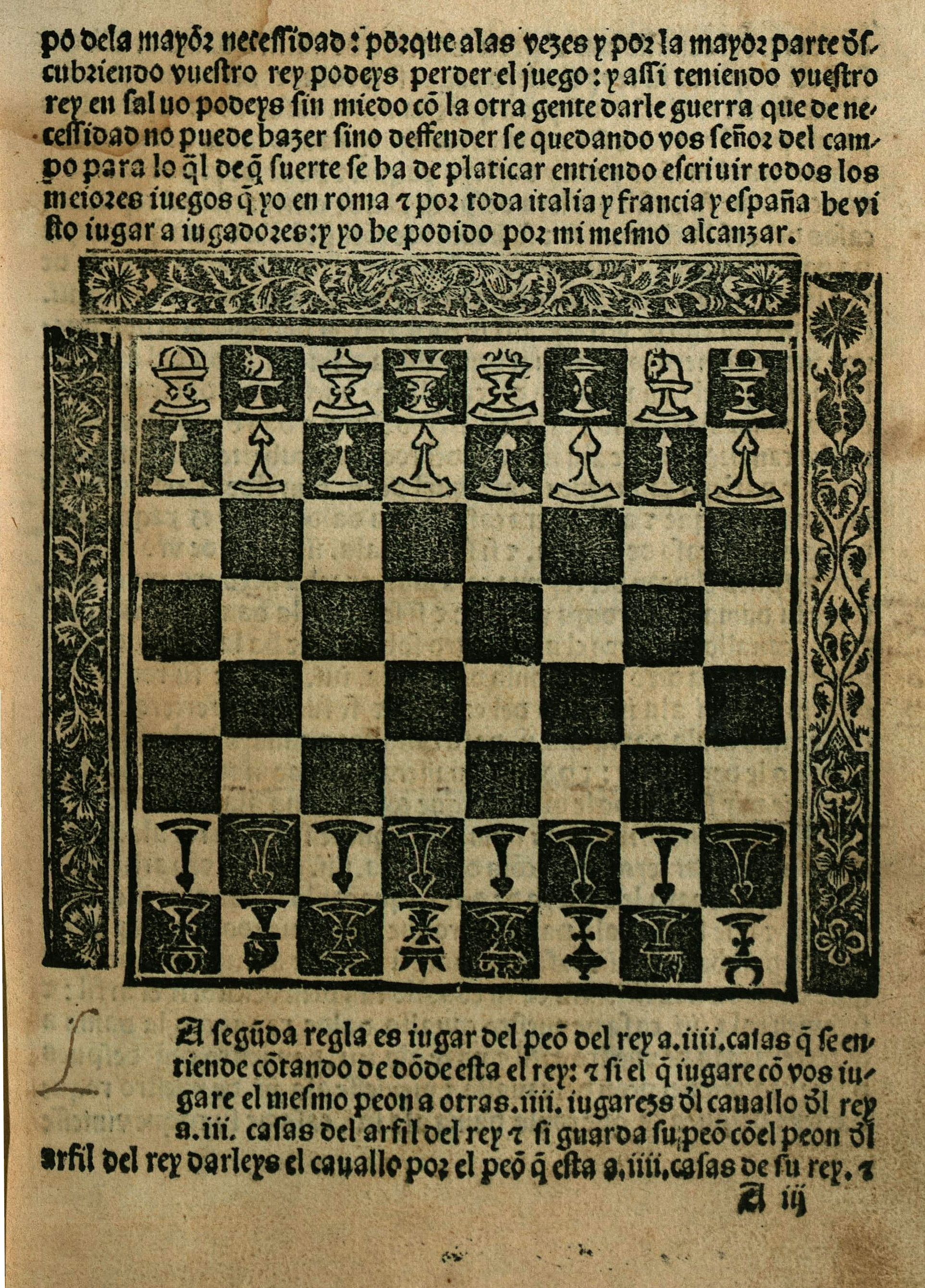
Grundstellung bei Lucena

Luis Ramírez Lucena (* um 1465; † um 1530) war ein spanischer Schachspieler und -autor. Er schrieb das erste gedruckte Schachbuch, das erhalten geblieben ist.
Die genauen Lebensdaten von Luis Ramírez Lucena sind nicht bekannt. Er lebte als Geistlicher in Salamanca und betätigte sich dort auch als Berufsspieler.
Lucena wurde durch sein um 1497 vermutlich in Salamanca erschienenes Schachlehrbuch Repetición de amores e arte de axedrez berühmt. Wegen des frühen Erscheinungsdatums (vor 1500) handelt es sich um einen Wiegendruck. Lucenas Buch beschreibt, wie bereits Francesc Vicents 1495 in Valencia gedrucktes Schachbuch, die modernen Schachregeln. Der erste Teil des Buches besteht aus einer ernsthaft gehaltenen und von vielen Zitaten begleiteten Abhandlung über die Liebe, die mit dem Schach nichts zu tun hat. Der zweite Teil trägt den Titel „Kurze Anweisung und sehr nötige Einführung zur Erlernung des Schachspiels nebst 150 künstlichen Endspielen (iuegos de partido)“.
Das Werk zeigt den Übergang vom arabischen zum modernen Schach und umfasst hauptsächlich Schachkompositionen nach den alten und den neuen Regeln. Aber das Buch enthält auch einige Schacheröffnungen. Bekannt ist das von Lucena beschriebene erstickte Matt. Für die Theorie der Turmendspiele ist die Lucena-Stellung bedeutend. Die Zuschreibung beruht jedoch auf einem Irrtum, die Position geht nach heutiger Kenntnis auf den italienischen Meister Alessandro Salvio zurück.
Lucena kommt auch als Autor der vermutlich zwischen 1500 und 1505 verfassten Göttinger Handschrift in Frage, deren Inhalt an sein Buch angelehnt ist. Ähnliches gilt für eine 1922 von Victor Place entdeckte Pariser Handschrift.

## Werke
- Repetición de amores e arte axedres con CL iuegos de partido, Ediciones Polifemo, Madrid 1997, ISBN 84-86547-39-3. Nachdruck der Ausgabe Salamanca 1497.
- Tassilo von Heydebrand und der Lasa: Berliner Schach-Erinnerungen nebst den Spielen des Greco und Lucena, Leipzig 1859, S. 159–223 deutsche Übersetzung